# Pogonocephala veneranda
Pogonocephala veneranda är en fjärilsart som först beskrevs av Edward Meyrick 1909.  Pogonocephala veneranda ingår i släktet Pogonocephala och familjen styltmalar. Inga underarter finns listade i Catalogue of Life.